# Le Maître des hirondelles
Le Maître des hirondelles est un roman d'espionnage de la série SAS, portant le no 186 de la série, écrit par Gérard de Villiers. Publié en 2011 aux éditions Gérard de Villiers, il a été, comme tous les SAS parus au cours des années 2000-2013, édité à 200 000 exemplaires. Ce roman fait allusion à l'affaire Anna Chapman.

## Résumé
Invités au bal de la Croix-Rouge de Monte-Carlo auquel il se rend avec Alexandra, Malko fait la connaissance de Zhanna Khrenkov qui attire son attention. À l’hôtel de Paris, Malko constate qu’il a été suivi par un des sbires d’Alexei Khrenkov, le mari jaloux de Zhanna. Cette dernière lui donne rendez-vous au spa de l’hôtel.
Lors d’une courte entrevue, elle l’invite à le rejoindre à Londres pendant que son mari sera à New York. En sortant du spa, Malko est tabassé par les hommes de main d’Alexei Khrenkov qui lui ordonne de ne jamais revoir Zhanna.
À Vienne, Malko est informé par Mark Hopkins[Qui ?] de la CIA concernant le profil du couple Khrenkov : Aleixei est un ancien banquier qui a ensuite travaillé comme agent des finances à Moscou qui a détourné beaucoup d’argent avec l’aide de sa femme. Malko reçoit ensuite une invitation pour une soirée chez Christie’s.
Malko se rend à Londres au diner chez Christie's où il fait la connaissance de Lynn Marsh (dentiste de profession) mais Zhanna Khrenkov n’est étrangement pas présente.

À son hôtel, il retrouve Zhanna qui l’attendait. Elle commence par lui expliquer que Lynn Marsh est la maîtresse de son mari et elle souhaite qu’il la supprime.  Elle propose ensuite à Malko un marché à transmettre à la CIA : en contrepartie de l’élimination de Lynn Marsh, elle dévoile un réseau d’espionnage russe opérant aux États-Unis sans être lié avec le SVR, Alexei et elle étant les seuls intermédiaires avec le Kremlin, un réseau clandestin (autrement dit des hirondelles), créé dans les années 90 d’après une idée de Poutine et qui pouvait être nié par les autorités officielles.